# Shangsha
Shangsha (kinesiska: 上砂) är en köping i sydöstra Kina. Den ligger i Jiexi härad i staden Jieyang i provinsen Guangdong, omkring 250 kilometer öster om provinshuvudstaden Guangzhou. Antalet invånare är 44 871. Befolkningen består av 22 194 kvinnor och 22 677 män. Barn under 15 år utgör 29,0 %, vuxna 15-64 år 62 %, och äldre över 65 år 8,0 %.